# Walter Ohmsen

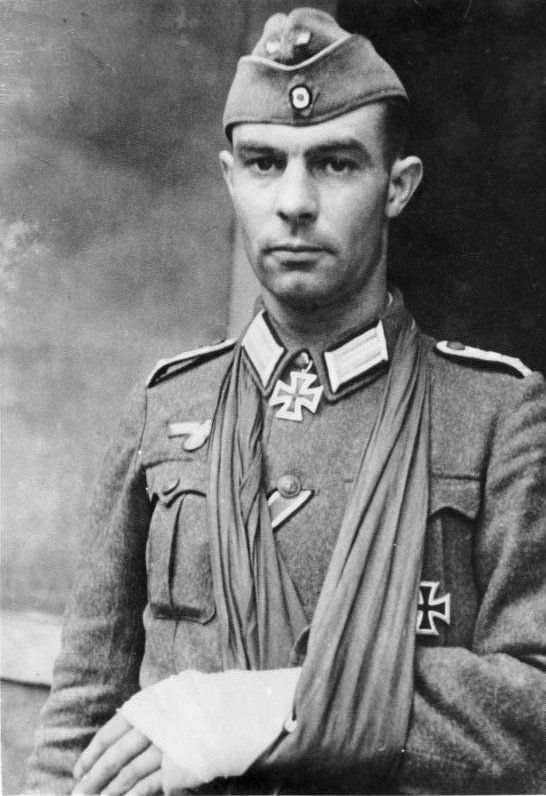
Walter Ohmsen, 1944

Walter Ohmsen (* 7. Juni 1911 in Elmshorn; † 19. Februar 1988 in Kiel) war ein hochdekorierter deutscher Oberleutnant zur See in der Kriegsmarine während des Zweiten Weltkriegs. Am 6. Juni 1944 starteten die Westalliierten die Operation Overlord, die amphibische Invasion in der französischen Normandie. Ohmsen war der erste deutsche Verteidiger der Festung Europa, der die Invasionsstreitkräfte sichtete. Seine Batterie war in schwere Kämpfe verwickelt und anschließend wurde Ohmsen für die Verteidigung der Batterie von Crisbecq gegen die amerikanische 4th Infantry Division, die am Utah Beach landete, mit dem Ritterkreuz des Eisernen Kreuzes ausgezeichnet.

## Leben

### Militärlaufbahn
Der in Elmshorn geborene Ohmsen trat am 1. April 1929 in Stralsund den Wehrdienst der Reichsmarine der Weimarer Republik an; am 1. April 1933 wurde er Matrosengefreiter und am 1. September 1934 Bootsmannsmaat. Vom 12. Dezember 1934 bis zum 1. Januar 1944 war er Zugführer, Kompaniechef und dann Leiter der Fernmeldeausbildung an der Marineartillerieschule in Sassnitz. Am 1. November 1935 wurde er zum Oberbootsmannsmaat (2. Klasse) und am 1. September 1936 zum Bootsmann (1. Klasse) befördert. Er diente zur See auf dem deutschen Schlachtschiff Schleswig-Holstein, den Schulschiffen Gorch Fock und Carl Zeiß, dem Torpedoboot T 153 und dem Kreuzer Königsberg. Am 1. Juli 1940 erlangte er den Rang eines Stabsoberbootsmannes und wurde am 20. April 1941 mit dem Kriegsverdienstkreuz II. Klasse. Während seines Einsatzes an der Küstenartillerieschule wurde er zum Kriegsoffiziersanwärter befördert und erlangte am 1. Januar 1942 den Dienstgrad eines Leutnants zur See und eines Oberleutnants zur See.

### Einsatz in der Normandie
Ohmsen hatte am 1. Februar 1944 das Kommando über die Batterie von Crisbecq, auch bekannt als „Marine-Küsten-Batterie Marcouf“ oder „Seeziel-Batterie Marcouf“, übernommen. Sein Kommando, einschließlich seiner selbst, bestand aus drei Offizieren, 24 Unteroffizieren und 287 Mann der Kriegsmarine. Die Einheit war der Marine-Artillerie-Abteilung 260 unterstellt. Das Personal der Batterie wurde zusätzlich durch Angehörige des 6./Grenadier-Regiments 919 (6. Kompanie, 919. Grenadier-Regiment) der 709. Infanterie-Division für die Bodenverteidigung unter dem Kommando von Leutnant Geissler, was die Gesamtstärke der Batterie auf fast 400 Mann brachte.

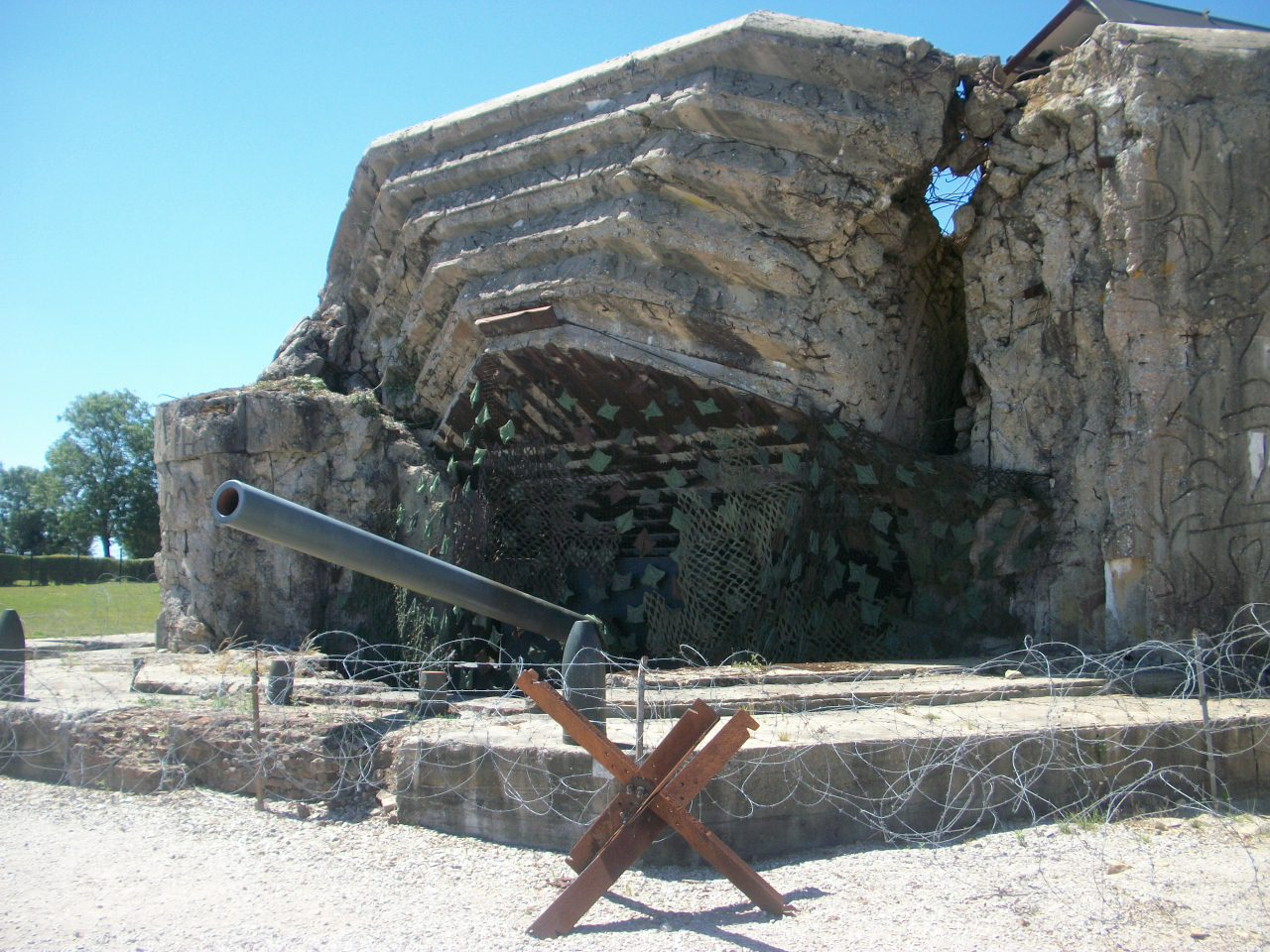
Nr. 19 Kasematte der Batterie Crisbecq

Am 6. Juni 1944, um 5 Uhr morgens, sichtete Ohmsen als erster die alliierte Invasionsflotte durch den Batterie-Entfernungsmesser und meldete seine Beobachtung sofort an das Hauptquartier der Kriegsmarine in Cherbourg, was den deutschen Alarm in allen Einrichtungen an der Atlantikküste auslöste. In der Mitteilung über die Verleihung des Ritterkreuzes des Eisernen Kreuzes, die am 15. Juni 1944 in den deutschen Zeitungen veröffentlicht wurde, wird Ohmsen auch als der Erste genannt, der die Invasionsflotte vor der Normandie meldete. Um 5:52 Uhr erhielt er den Befehl, das Feuer auf die Schiffe zu eröffnen, die zu diesem Zeitpunkt 17 Kilometer entfernt waren. Um 5:55 Uhr nahm Ohmsens Batterie die US-Kreuzer Tuscaloosa und Quincy sowie das US-Schlachtschiff Nevada ins Visier und lieferte sich einen Schusswechsel mit ihnen. Um 6:30 Uhr beschoss die Batterie den US-Zerstörer Corry und versenkte ihn.
Um 8 Uhr morgens traf Nevada das vorderste Kasemattengeschütz. Die US-Schlachtschiffe Texas und Arkansas, die ursprünglich für das Deckungsfeuer bei der Landung am Omaha Beach zuständig waren, griffen ein, um die Batterie von Crisbecq zum Einstellen des Feuers zu bringen. Um 9 Uhr morgens setzte das konzentrierte Feuer der drei Kriegsschiffe die zweite Kasematte außer Gefecht, als eine Granate der Nevada die Scharte durchschlug und die gesamte Besatzung tötete. Das verbliebene Geschütz hinter der Kasematte Nr. 24 hielt zwar dem Beschuss stand, konnte aber keine Ziele auf See erreichen; das Geschütz eröffnete um 11 Uhr das Feuer auf den 10 Kilometer entfernten Strand gegenüber dem WN 5 Widerstandsnest 5. Es verursachte schwere Verluste unter den Amerikanern und behinderte die Anlandung von Material und Verstärkung am Utah Beach.
Das amerikanische 1st Battalion, 22nd Infantry Regiment und 4th Infantry Division begannen ihren Vormarsch auf Saint-Marcouf und die Batterie von Crisbecq am 7. Juni um 7 Uhr früh. Nach dem ersten Angriff gelang es ihnen, in Saint-Marcouf einzudringen, doch wurden sie vor der Batterie von den 75-mm-Flakgeschützen aufgehalten, die repariert worden waren und in Feuerstellung gegen Bodenziele gebracht wurden. Ein deutscher Gegenangriff auf die Flanken der amerikanischen Truppen, unterstützt von den 105-mm-Artilleriegeschützen der Batterie von Azeville zwang Captain Tom Shields zum Rückzug. Parallel zu diesen Bodenkämpfen ging das Artillerieduell zwischen der Batterie von Crisbecq und der alliierten Flotte weiter. Eines der 21-cm-Kanone 39 war in der vorangegangenen Nacht wieder in Dienst gestellt worden. Das Geschütz wurde erneut beschädigt und blieb für den Rest des Tages stumm. Die Amerikaner brachten im Laufe des Nachmittags mehrere Feldartilleriegeschütze in Stellung und begannen sofort, die Batterie zu beschießen. In der Folge wurde die Batterie jede Nacht unter Beschuss genommen.
Ohmsen wurde am Morgen des 7. Juni 1944 mit dem Eisernen Kreuz II. Klasse für die Verteidigung seines Stützpunktes gegen die amerikanischen Angriffe ausgezeichnet. Am Abend des 7. Juni erhielt er einen Anruf aus Cherbourg mit der Information, dass ihm zusätzlich zur früheren Auszeichnung das Eiserne Kreuz I. Klasse verliehen worden war. Am Nachmittag des 8. Juni wurde Ohmsen bei einer Bombardierung der Batterie an der linken Hand verwundet.
Das amerikanische 1st Battalion begann seinen zweiten Angriff auf die Batterie am 8. Juni um 10 Uhr und nahm das Dorf Saint-Marcouf zurück. Um 13:30 Uhr, nachdem die Marineartillerie den Angriff mit einem 20-minütigen Bombardement und rollendem Artilleriefeuer vorbereitet hatte, wurde der Angriff auf die Batterie fortgesetzt. Den Amerikanern gelang es, in die Begrenzung der Batterie einzudringen. Die Deutschen hatten sich in die Bunker zurückgezogen, aber das letzte 210-mm-Geschütz wurde zerstört. Um 16:00 Uhr begannen die Amerikaner, die Bunker zu sprengen. Als Ohmsen sah, dass seine Kräfte überwältigt waren, befahl er der Batterie von Azeville, seine eigene Stellung mit ihren vier 105-mm-Geschützen zu beschießen, um sie zu vertreiben. Die Wirkung trat sofort ein, und die Amerikaner zogen sich verwirrt zurück. Ohmsen nutzte die Situation und griff mit Unterstützung der 6. Kompanie von Leutnant Geissler zum Gegenangriff an und drängte die Amerikaner zurück nach Doudelainville, etwa 1,2 Kilometer südsüdöstlich der Batterie. Die Verluste der Amerikaner betrugen 15 % der für den Angriff eingesetzten Kräfte, und 98 Soldaten wurden gefangen genommen.
Am Morgen des 11. Juni war Ohmsen die Munition und die medizinische Ausrüstung für die Verwundeten ausgegangen und alle seine Geschütze waren außer Gefecht gesetzt. Am Nachmittag erhielt er einen Anruf von Konteradmiral Walter Hennecke, der ihn anwies, mit den Überlebenden zu fliehen. Unter Zurücklassung von 21 verwundeten deutschen Soldaten und 126 amerikanischen Gefangenen durchbrachen Ohmsen und 78 Männer die amerikanische Umzingelung und erreichten die deutschen Linien bei Aumeville-Lestre, etwa acht Kilometer entfernt. Am 14. Juni erreichten Ohmsen und seine Männer die Batterie von Morsalines, wo er mit dem Ritterkreuz des Eisernen Kreuzes ausgezeichnet wurde. Ohmsen und seine Männer wurden anschließend einer Infanteriekompanie zugeteilt und nahmen an den letzten Tagen der Schlacht um Cherbourg teil. Am 26. Juni geriet Ohmsen in Cherbourg in amerikanische Kriegsgefangenschaft. Er wurde am 15. März 1946 entlassen.
Am 12. Juni bereiteten sich die Soldaten der 9th Infantry Division, die am Vortag an Land gegangen waren, auf einen Angriff auf die Batterie vor. Um 8:30 Uhr begannen die Männer des 2nd Battalion und des 39th Infantry Regiment ihren Angriff, fanden aber nur eine leere Batterie vor. Die Kämpfe um die Batterie forderten auf beiden Seiten einen hohen Tribut: 307 deutsche Soldaten starben bei der Verteidigung und etwa ebenso viele Amerikaner bei der Einnahme der Batterie.

### Späteres Leben

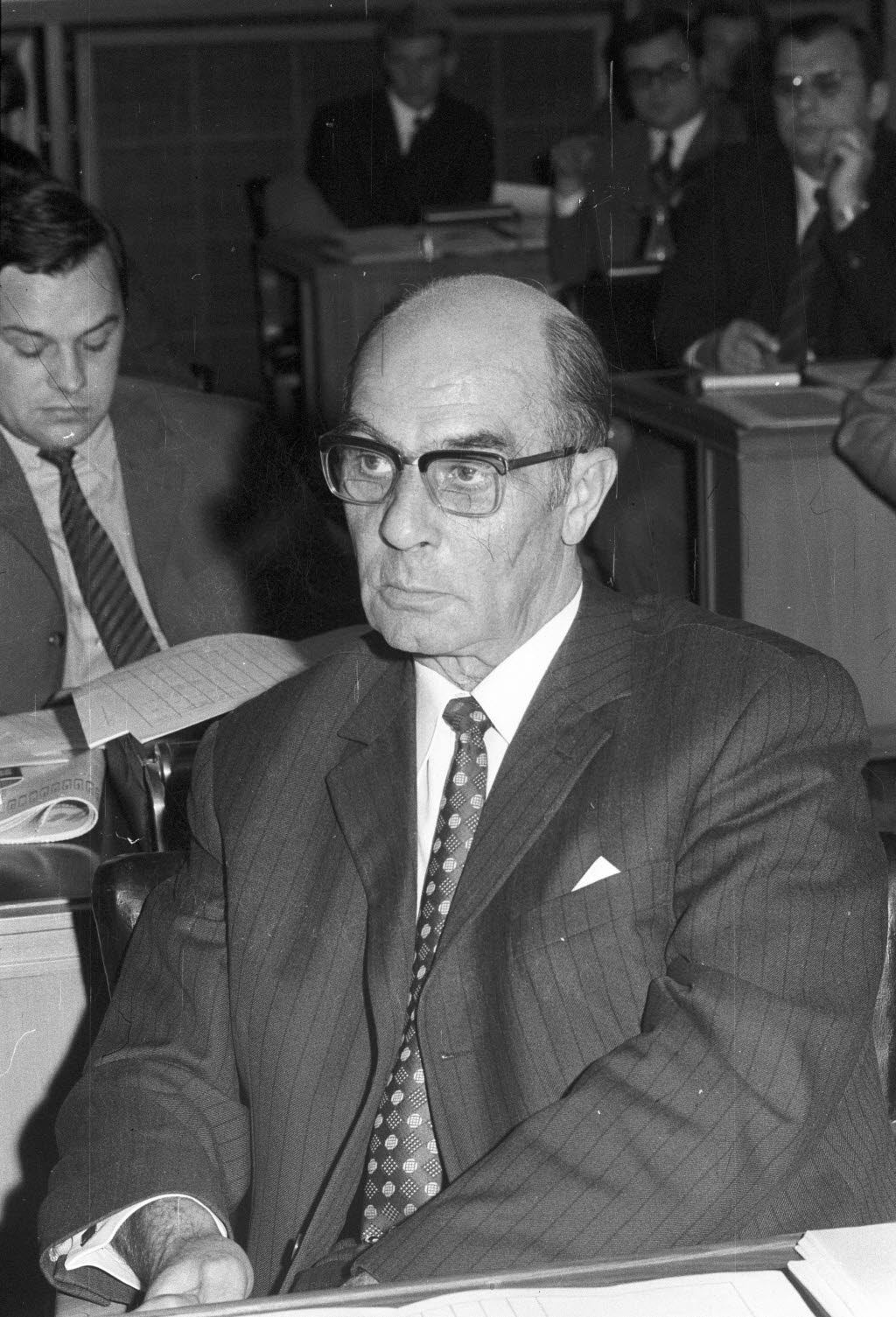
Ohmsen während einer Ratssitzung am 28. Oktober 1971

Nach dem Zweiten Weltkrieg arbeitete Ohmsen zunächst als Regierungsangestellter des schleswig-holsteinischen Landwirtschaftsministeriums. Bei der Landtagswahl in Schleswig-Holstein 1954 kandidierte er als Kandidat des Schleswig-Holstein-Blocks für ein öffentliches Amt. In einer Wahlrede verunglimpfte er den schleswig-holsteinischen Ministerpräsidenten Friedrich Wilhelm Lübke. Wegen Beleidigung des Ministerpräsidenten wurde Ohmsen fristlos aus dem Landwirtschaftsministerium entlassen. Am 16. März 1956 trat er als Kapitänleutnant der Bundesmarine wieder in den Militärdienst der Bundeswehr ein. Von Juli 1956 bis Dezember 1956 war er erster Kommandeur des Marinestützpunktkommandos Flensburg-Mürwik. Er wurde am 15. November 1957 zum Korvettenkapitän und am 13. August 1965 zum Fregattenkapitän befördert und am 30. September 1967 in den Ruhestand versetzt.
Von 1968 bis 1978 gehörte Ohmsen zu den Organisatoren der Segelwettbewerbe bei den Olympischen Sommerspielen und zahlreicher anderer größerer Segelregatten und -veranstaltungen. Von 1970 bis 1978 war er auch Mitglied des Rates der Stadt Kiel und engagierte sich in der Kriegsopferfürsorge. Für diese Verdienste erhielt er die Freiherr-vom-Stein-Verdienstnadel und das Bundesverdienstkreuz am Bande sowie die 1. Klasse. Der Vater von drei Töchtern starb am 19. Februar 1988 in Kiel.